# Dumnocoveros
Dumnocoveros fue un rey celta que reinó durante el siglo I d. C. sobre el pueblo de los coritanos (coritani en latín), en los Midlands del Este de la actual Inglaterra.

## Protohistoria
Los coritanos eran un pueblo poderoso de cultura britónica localizado, según Venceslas Kruta, en Lincolnshire, Leicestershire, Nottinghamshire y parcialmente en Humberside. Tenían por vecinos a los brigantes al norte y los icenos y los catuvellaunos al sur. A los coritanos les impresionó la acuñación y la adoptaron rápidamente, ya que el periodo de emisión va del 70 a. C. al 45 d. C.
Hay inscripciones sobre piezas de monedas que atestiguan de la existencia de Dumnocoveros, así como otros miembros del linaje de los soberanos. Se mencionan tres piezas, datadas de 45 d. C. con otros tres reyes: Dumnovellauno, Volisios et Cartivelios. Un lote importante de piezas descubierto en Yorkshire podría indicar un desplazamiento de Volisios y los coritanos hacia el norte, durante la conquista de la isla de Britania por los romanos.